# Vochysia lomatophylla
Vochysia lomatophylla är en tvåhjärtbladig växtart som beskrevs av Standley. Vochysia lomatophylla ingår i släktet Vochysia och familjen Vochysiaceae. Inga underarter finns listade i Catalogue of Life.